# جلوی قانون
«جلوی قانون» (به آلمانی: Vor dem Gesetz) تمثیلی است نوشتهٔ فرانتس کافکا که در بخشی از فصل نهم رمان محاکمه آورده شده است. «جلوی قانون» در زمستان ۱۹۱۴ نوشته شد.

## داستان
مردی روستایی قصد ورود به قانون را دارد اما جلوی قانون دربانی ایستاده است. مرد از دربان می‌پرسد که آیا ممکن است هیچگاه وارد شود. دربان در پاسخ می‌گوید: «ممکن است اما فعلاً نه» دربان به مرد می‌گوید که از هر تالار به تالار بعدی دربان‌هایی دم هر در ایستاده‌اند، یکی نیرومندتر از دیگری و قیافهٔ دربان سوم به قدری هولناک است که من خودم تاب دیدنش را ندارم. مرد سالیان آزگار پشت در منتظر می‌ماند تا اجازهٔ ورود بگیرد و دست از همهٔ دارایی‌هایش می‌کشد به این امید که به دربان رشوه بدهد. دربان همه را می‌پذیرد ولی با گرفتن هر پیشکش می‌گوید: «این را فقط از این جهت می‌گیرم که احساس نکنی که از تلاشی فروگذار کرده‌ای.» در دوران پیری که زندگی‌اش به پایان نزدیک می‌شود، تمام تجربیاتش به صورت یک سؤال خلاصه می‌گردد. دربان را فرا خوانده و از او می‌پرسد: «همه می‌کوشند به قانون دست یابند؛ پس چطور می‌شود که در همهٔ این سال‌ها جز من هیچکس به طلب ورود نیامده؟» دربان در گوش مرد فریاد می‌زند: «جز تو هیچکس نمی‌توانست به اینجا راه یابد؛ چون این در تنها برای تو بود. حالا می‌روم و می‌بندمش.»

## ترجمه فارسی
«جلوی قانون» حداقل سه بار به فارسی ترجمه شده است. نخستین ترجمهٔ شناخته‌شده از این تمثیل، ترجمهٔ صادق هدایت است و پس از او در سال‌های اخیر، امیرجلال‌الدین اعلم و علی‌اصغر حداد نیز این تمثیل را در ضمن مجموعه داستان‌های کوتاه کافکا و نیز در بخشی از رمان محاکمه ترجمه و منتشر کرده‌اند.